# Calanthe Okushiri
Die Calanthe Okushiri (japanisch カランセ奥尻) ist ein 2017 in Dienst gestelltes Fährschiff der japanischen Reederei Heartland Ferry. Sie steht auf der Strecke von Hokkaidō nach Okushiri im Einsatz.

## Geschichte
Die Calanthe Okushiri wurde am 27. Juli 2016 in der Werft von Naikai Zosen in Onomichi auf Kiel gelegt und lief am 27. Januar 2017 vom Stapel. Nach der Ablieferung an Heartland Ferry im April 2017 nahm sie am 1. Mai 2017 den Fährdienst von Hokkaidō (über den Hafen Esashi) nach Okushiri auf. Anfangs bot die Fähre zudem Abfahrten von Setana (Unterpräfektur Hiyama) an, diese wurden jedoch 2019 eingestellt. Die Calanthe Okushiri ist der erste Neubau der Reederei auf dieser Strecke seit der 1999 in Dienst gestellten Avrora Okushiri, die zugleich von ihr 2017 ersetzt und auf die Philippinen verkauft wurde.
Der Name Calanthe Okushiri leitet sich von der Orchideengattung Calanthe ab, die auf der Insel Okushiri zu finden ist. Eine Überfahrt des Schiffes von Esashi nach Okushiri dauert gut zwei Stunden.
An Bord der Calanthe Okushiri können bis zu 460 Passagiere reisen. Die Fahrgäste sind in Kabinen oder Aufenthaltsräumen mit Liegesitzen untergebracht, die in Erste und Zweite Klasse unterteilt werden. Das Schiff verfügt zudem über eigene Kabinen zur Beförderung von Haustieren sowie einen Schlafsaal, der nur von Frauen genutzt werden darf. Zur weiteren Ausstattung gehören ein Spielzimmer und ein Wickelraum. Anders als ihre Vorgängerin Avrora Okushiri ist die Calanthe Okushiri barrierefrei.